# Oțel rapid
Oțelul rapid (în engleză High- speed steel, în franceză acier rapide) fac parte din categoria oțelurilor pentru scule de prelucrare prin așchiere, sunt oțeluri înalt aliate care își mențin proprietățile așchietoare chiar la viteze mari de așchiere, până la temperaturi generate în zona de așchiere de 550-600°C. La viteze mari de așchiere, datorită frecărilor intense, muchia așchietoare a sculei se încălzește excesiv, astfel încât pentru așchiere este necesar ca materialul sculei să aibă o stabilitate termică la revenire (să-și păstreze duritatea) mai mare decât temperatura de așchie. Termostabilitatea ridicată și rezistența termomecanică superioară la nivelul muchiei așchietoare permit prelucrarea cu viteze de așchiere de 2...3 ori mai mari decât în cazul sculelor din oțeluri carbon de scule (OSC).
Oțelurile rapide conțin ca elemente principale de aliere wolfram, crom, molibden și vanadiu, fiind uneori aliate și cu cobalt. Adaosurile de W, Mo și V formează în urma tratamentului termic de revenire carburi dure, în timp ce Cr, pe lângă formarea carburilor, influențează și călibilitatea, iar cobaltul mărește rezistența oțelului rapid la temperaturi înalte. De asemenea, cobaltul favorizează mărirea temperaturii de la care duritatea oțelului rapid începe să scadă.

## Tipuri de oțeluri rapide și tratamente termice
Compoziția chimică tipică a oțelurilor rapide actuale, în %, este următoarea:
C = 0,75 ; W = 18,0 ; Cr = 4,0 ; V = 1,0 ; Mn = 0,6   (în  % )
Diferite tipuri de oțeluri rapide, produse în diferite țări, prezintă mici variații în plus sau minus față de aceste procente.
Carbonul are o influență hotărâtoare asupra formării structurii martensitice (soluție solidă de carbon în fier α) și în special asupra durității martensitei.
Este necesar ca în compoziția chimică să se asigure o cantitate suficientă de carbon pentru combinarea cu elementele active ce formează carburi (vanadiu, wolfram și molibden). Conținutul maxim de carbon există în oțelurile rapide cu procent mare de vanadiu.
Conținutul teoretic previzibil K de carbon se poate determina cu relația:
```
             K = W + 1,9 Mo + 6,3 V      (în % de greutate)
```

Pentru saturarea completă a elementelor ce formează carburi este necesar un conținut de C de 0,03325.K. Pentru oțelurile cu V, conținutul de C se stabilește cu relația:
```
             C = 0,19 + 0,017%W + 0,22%V
```

Compoziția chimică și simbolizarea oțelurilor rapide pentru scule sunt indicate în standardul SR EN ISO 4957:2002.
Elementele de aliere wolfram și vanadiu formează carburile Fe3W3C, respectiv V4C3, care au duritate mai mare decât matricea de martensită în care sunt menținute. Carburile de wolfram asigură proprietățile importante ale oțelurilor rapide și anume termostabilitatea până la cca 600°C, precum și duritatea ridicată, de 63...65 HRC, cu o rezistență ridicată la uzură la rece și la cald. Cercetările au arătat că procentul optim de wolfram în compoziția oțelului rapid este de 18...20%, de aceea oțelul rapid cel mai răspândit este oțelul cu conținut mediu de 18% W. Carbura de vanadiu are duritate foarte ridicată, conferind  oțelului rapid o rezistență ridicată la uzură. La călire, vanadiul trece în soluție solidă, contribuind astfel la creșterea termostabilității.
Cromul, trecând în soluția solidă de fier, determină ridicarea călibilității, însă creșterea procentului de crom peste 5...6%, are ca efect și o creștere corespunzătoare a procentului de austenită reziduală și  scăderea pronunțată a prelucrabilității prin așchiere.
Cobaltul  duce la creșterea termostabilității oțelului rapid, conținutul de cobalt fiind în limitele de 5...15%. Dacă un oțel rapid fără Co își păstrează duritatea de 60 HRC până la temperatura de 610°C, la același oțel aliat cu 15% Co duritatea respectivă este păstrată până la 670°C. Cobaltul, de asemenea, determină creșterea durității oțelului rapid după tratamentul termic cu 3...7 unități HRC.  Dacă se mărește exagerat procentul de cobalt, oțelul rapid devine mai fragil și se mărește adâncimea stratului decarburat. De aceea, procentul optim de Co în oțelurile rapide este de 3...8%.
Din punct de vedere al structurii, oțelurile rapide aparțin categoriei de oțeluri ledeburitice, conținând carburi primare (ledeburitice) și carburi secundare pe fond perlito-sorbitic.
Stabilitatea termică ridicată a oțelurilor rapide se asigură printr-un tratament termic specific. Acest tratament constă din recoacere, călire și revenire. Recoacerea este obligatorie după forjarea barelor din oțeluri rapide în scopul obținerii unei structuri de echilibru a masei metalice de bază. Recoacerea se execută în mediu neutru, în cuptoare cu atmosferă controlată sau prin împachetare (de exemplu, în așchii de fontă). Încălzirea se face cu viteză mică până la temperaturi de 800-830°C și după menținerea la această temperatură timp de 4 - 7 h, răcirea se realizează foarte lent, în cuptor. Structura oțelului rapid recopt constă din carburi primare, carburi secundare, carburi eutectoide în masa de bază sorbitică.
După recoacere și răcire, se efectuează încălzirea pentru călire, care trebuie executată lent, deoarece oțelurile rapide au conductibilitate termică mică, ceea ce favorizează apariția fisurilor. De aceea, încălzirea completă și uniformă a piesei din oțel rapid până la temperaturile de călire (1250 -1280°C) se face în trei sau patru trepte. Încălzirea pe ultima treaptă trebuie executată rapid, atât pentru evitarea creșterii inutile a grăunților de austenită, cât și pentru evitarea decarburării exagerate a stratului superficial. Temperatura de călire și durata de menținere se determină experimental, prin probe metalografice, fiind considerate valori optime cele care conduc la grăunți de austenită de mărime medie. Grăunți de mărime mică rezultă dacă temperatura de călire sau durata de menținere sunt insuficiente, astfel că are loc o dizolvare insuficientă a carburilor aliate în austenită și drept consecință, o rezistență insuficientă a sculei așchietoare la uzare (la temperaturi înalte de așchiere). Grăunți de austenită prea mari rezultă la supraîncălzirea oțelului (temperatură de călire prea mare), ceea ce va duce la o accentuată fragilitate a sculei.
Răcirea piesei din oțel rapid pentru călire, de la temperatura maximă de încălzire se poate efectua fie direct în aer sau în baie de ulei, dacă piesa este subțire și cu formă simplă, fie în trepte, într-o baie de săruri topite (de azotat de potasiu) dacă piesa are grosime mare și cu formă complicată (de exemplu, scule cum sunt burghie, freze, tarozi, filiere etc.), în scopul evitării apariției tensiunilor interne și a deformărilor provocate de acestea. După această călire, duritatea oțelurilor rapide ajunge la 60 - 62 HRC (unități Rockwell C), structura fiind alcătuită din carburi nedizolvate (10 -15%), înalt aliate, pe un fond de martensită criptocristalină (60-70%) cu 0,5 - 0,6%C și austenită reziduală (20-30%). Conținutul de austenită reziduală are ca efecte micșorarea durității sculei și micșorarea conductibilității termice a oțelului.
Revenirea oțelului rapid are drept scop detensionarea martensitei primare, transformarea austenitei reziduale în martensită și uniformizarea durității. Tratamentul de revenire se face prin încălzire în baie de plumb și răcirea preferabil la temperaturi sub O°C. Duritatea oțelului rapid are valori maxime pentru revenirea efectuată la 550...570°C. Pentru transformarea completă a austenitei reziduale în martensită sunt necesare două reveniri consecutive. Structura oțelurilor rapide după revenire este alcătuită din carburi primare și secundare, fine și uniform repartizate pe o masă de bază martensitică. Prin aplicarea unor reveniri repetate, combinate cu tratamentul la temperaturi sub 0°C (-80...-70°C) se realizează transformarea aproape totală a austenitei. Călirea sub zero grade aduce o creștere a durității cu circa 4 unități HRC, fapt care se datorește măririi cantității de martensită prin răcire la -70°C. Călirea sub zero grade trebuie continuată obligatoriu cu o revenire la temperaturi cuprinse între 300...600°C.
Printr-un tratament termic corect aplicat, sculele din oțel rapid capătă o duritate mare : 64 - 66 HRC, de asemenea rezistență la uzare și stabilitate la temperaturile înalte de așchiere.

## Regimul termic la forjarea oțelurilor rapide
Forjarea trebuie să se facă cu încălzirea în domeniul de temperaturi prescrise de uzina furnizoare a oțelurilor. În vederea forjării, oțelurile rapide se preîncălzesc mai întâi foarte lent până la 300°C, apoi lent până la 850°C , după care urmează încălzirea rapidă până la temperatura de forjare a oțelului, de 1100 - 1300°C. Forjarea trebuie să se facă repede la temperaturi mai mari decât 900°C. Dacă forjarea se face la temperaturi prea mari, oțelul rapid devine casant, iar la temperaturi prea joase se pot produce fisuri în material. Răcirea pieselor după forjare se face lent, în cenușă uscată.

## Acoperiri
Pentru ameliorarea performanțelor sculelor din oțeluri rapide pot fi utilizate diferite tratamente de suprafață cum sunt nitrurarea cu TiN, revenirea în aburi etc.
Acoperirea cu TiN (carbură de titan) se face în vid prin procedeul PVD (în engleză Physical vapor deposition = Depunere fizică în fază de vapori), la temperatura de 500°C, obținându-se un strat cu grosimea de 2...4 microni, cu duritate foarte mare, de 2300 HV (duritate Vickers).

## Oțeluri rapide obținute prin metalurgia pulberilor
O condiție esențială pentru calitatea oțelurilor rapide sinterizate (fabricate prin metalurgia pulberilor) este conținutul de oxigen, sub 0,3%, al pulberii aliate, obținute prin pulverizare. Datorită răcirii rapide a granulelor de pulberi la pulverizare, acestea nu prezintă segregații și nici separări de carburi. Drept consecință, oțelurile rapide sinterizate au o comporare superioară, cvasiizotropă.

## Utilizări
Domeniul cel mai larg de utilizare a oțelurilor rapide este fabricarea unei varietăți mari de scule așchietoare pentru viteze mari de așchiere. Se folosesc pentru executarea cuțitelor de strunjire sau de retezare, burghielor, tarozilor, frezelor, sculelor de danturare cum sunt freze melc-modul, șevere, cuțite-roată de mortezat etc. În unele cazuri, din oțeluri rapide se confecționează plăcuțe care se fixează mecanic sau prin lipire ori sudare pe corpul cuțitului, executat din oțel mai ieftin : oțel carbon sau oțel slab aliat. Oțelurile rapide cu vanadiu se folosesc îndeosebi pentru scule de finisare: broșe, alezoare etc. dar și pentru scule profilate.
În afară de domeniul așchierii, oțelurile rapide se folosesc tot mai frecvent pentru poansoane și ștanțe. Dintre sculele pentru materiale nemetalice, se menționează scule pentru strunjirea lemnului.